# Dorrough Music
„Dorrough Music” – debiutancki album amerykańskiego rapera Dorrough. Został wydany w sierpniu, 2009 roku. Album zadebiutował na 36. miejscu notowania Billboard 200, 6. na Top R&B/Hip-Hop Albums i 2. na Top Rap Albums.

## Lista utworów
1. „Boy, I Grind”
2. „Ice Cream Paint Job”
3. „She Ain't Got It All” (featuring Lil’ Flip)
4. „Hood Song” (featuring Tomeka Pearl)
5. „Flashout” (featuring Mista Mac)
6. „Never Changed” (featuring Tomeka Pearl)
7. „Feel This Way”
8. „Piece & Chain Swangin'” (featuring Slim Thug & J'Pen Jail)
9. „This Time You Was Wrong”
10. „Walk That Walk”
11. „Wired to the T”
12. „Trunk Bang” (featuring Tum Tum)
13. „What's My Ringtone” (featuring Tomeka Pearl)
14. „A Whole Lotta”
15. „Caramel Sundae” (featuring Fat B)

## Notowania
| Notowanie (2009)                      | Najwyższa pozycja |
| ------------------------------------- | ----------------- |
| U.S. Billboard 200                    | 36                |
| U.S. Billboard Top R&B/Hip-Hop Albums | 6                 |
| U.S. Billboard Top Rap Albums         | 2                 |